# ニコラ・ルブラン

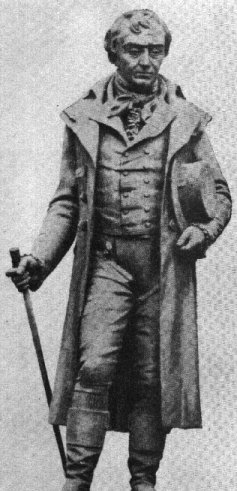
ニコラ・ルブラン

ニコラ・ルブラン（Nicolas Leblanc, 1742年12月6日 – 1806年1月16日）は、フランスの化学者。外科医でもある。
塩化ナトリウムから炭酸ナトリウムを合成する方法（ルブラン法）を初めて発見した。ルブラン法はフランスではなく、主にイギリスで発展し、ソルベー法が発明されるまで100年以上も化学工業の基盤となった。

## 生い立ち
ルブランはフランスのイスーダン (Issoudun) で生まれた。彼の父親は小さな製鉄工場の下級役員だったが、1751年に死去した。ルブランは一家と極めて親しい友人であった医師ビエンと共に住むためにブールジュに送られた。この後見人の影響により、ルブランは医学に対する興味を持つようになった。ビエンが1759年に死去したとき、ルブランはパリの Ecole de Chirurgie （医学大学）に入学した。
外科学の修士号を得て卒業し、ルブランは診療所を開設した。1775年に結婚し、その4年後に最初の子供を授かった。診療所で患者から受け取る治療費だけでは家族に十分な収入を得ることができなかったので、ルブランは1780年にオルレアン家の私的な侍従医となった。

## ルブラン法
当時、炭酸ナトリウム（ソーダと呼ばれていた）の原料は木材の灰だけであった。ところが、森林が減少する一方なのに対し、ソーダの需要は増していた。このため、
1775年、フランス科学学士院は食塩から炭酸ナトリウムを作り出すことのできる工程に対する賞を提案した。フランス学士院は安価な塩化ナトリウムから需要の多い炭酸ナトリウムを製造することを推進したかった。
1791年までに、ニコラ・ルブランは2段階の反応によって塩から炭酸ナトリウムを製造することに成功した。最初の段階では、塩化ナトリウムは濃硫酸と800 – 900℃で混合され、塩化水素が生じ、固体の硫酸ナトリウムが生成される。第2段階で、硫酸ナトリウムは砕いて木炭、石灰石と混合され、再び高炉の中で加熱される。木炭と混合した炭酸ナトリウムは「黒灰」と呼ばれた。これを水に溶かした後、炭酸ナトリウムのみを回収した。
海水中の塩と硫酸を原料として用いたニコラ・ルブランの方法に対して賞は授与された。のちに、1年間に320トンの炭酸ナトリウムを製造する彼自身の工場がオルレアン公の援助によりパリの北に位置するサンドニに稼働した。

## 晩年
2年後に、ルブランの工場はフランス革命政府により没収され、革命政府は10年前に彼が得た賞金の支払いを拒んだ。
1802年に、ナポレオン・ボナパルトは工場を彼に返還したが、懸賞金は返還しなかった。ルブランはその時までにすでにひどく凋落していたので再び工場を稼働させる余裕がなかった。借金を抱えたルブランはうつ病に陥り、1806年にピストル自殺した。